# Akai MPC
La MPC (Music Production Center, auparavant MIDI Production Center) est une machine servant à la composition de musique fabriquée par Akai.
Ces machines comprennent un séquenceur, un échantillonneur et elles intègrent des pads (larges touches en gomme) pouvant être utilisés en remplacement d'un vrai clavier externe, ce dernier pouvant toutefois être branché en MIDI.

## Histoire
Le premier modèle, la MPC 60, est conçu par l'ingénieur et compositeur Roger Linn, créateur des boîtes à rythmes Linn LM-1, LinnDrum et Linn 9000. D'après lui, la MPC naît d'une tentative de refonte de la Linn 9000. Le MPC 60 fut introduit le 8 décembre 1988 pour un coût nettement inférieur que ceux d'autres échantillonneurs de l'époque, à 5 000 dollars. La mémoire de 750 Ko (extensible à 1,5 Mo) de ce premier modèle permettait d'enregistrer jusqu'à 13 secondes d’échantillonnage en 12 bit. Par ailleurs, l'appareil était muni d'une polyphonie à 16 voix, d'un séquenceur 99 pistes de 60 000 notes, d'une grille 4 x 4 de pads sensibles à la vélocité et d'un lecteur de disquettes 3½". Une réédition de ce modèle, la MPC60 MKII, fut lancée en 1991 avec un boîtier moins encombrant et l'ajout d'une sortie pour casque. Le séquenceur du MPC60 fut également vendu en tant qu'unité autonome sous le nom de ASQ10,,.
Le modèle suivant, la MPC3000 comptait avec une polyphonie de 32 voix, un lecteur de disquettes haute densité, une connexion SCSI pour disques durs et un mémoire interne élargie jusqu'aux 32 Mo. Deux ans après la sortie de la MPC3000, Akai fait faillite et une part majoritaire est rachetée par la Numark Corporation (en). En 1997, Akai lance la MPC2000 sans la participation de Roger Linn. Les modèles suivants de l'appareil seront conçus sous le design de la MPC3000,.
Akaipro, la firme produisant cette machine, fait partie du groupe de sociétés Akai depuis 1984. L'entreprise a conçu entre autres instruments, plusieurs modèles de MPC : la MPC 60, puis les MPC 3000, 2000, 2000 XL, 4000, 1000, 500, 2500, 5000, Renaissance, Touch, Live, la MPC X et One ainsi que des versions iPhone et iPad de la MPC en partenariat avec le développeur Retronyms : l'iMPC.
Les divers modèles de MPC sont notamment appréciés par les musiciens utilisant le sampling de manière prédominante dans leurs compositions, en raison de sa simplicité d'utilisation et de l'esprit « tout-en-un ». 

## Gamme
- MPC 60 (1988)
- MPC60 MKII (1991)
- MPC 3000 (1994)
- MPC 2000 (1997)
- MPC 2000 XL (1999)
- MPC 4000 (2002)
- MPC 1000 (2004)
- MPC 2500 (2006)
- MPC 500 (2006)
- MPC 5000 (2008)
- MPC Studio (2013)
- MPC Renaissance (2013)
- MPC Touch (2016)
- MPC Live (2017)
- MPC X (2017)
- MPC One (2020)
- MPC Live II (2020)
- MPC X SE (2023)

### MPC 2000 XL
Ce modèle se distingue de la précédente version, la MPC 2000, par :
- la fonction slice (« découpe »), qui consiste à  découper l'échantillon entre deux et seize parties. Sur le modèle précédent, il faut répéter l'opération d'échantillonnage autant de fois que l'on souhaite ajouter de parties ;
- l'écran pivotant, évitant d'avoir à se tenir exactement face à la machine pour lire correctement sur l'affichage ;
- les fonctions de Resampling et de Time Streching.

### MPC 500
Sortie en 2006, c'est la plus petite MPC de la gamme Akai. Elle fonctionne avec une alimentation 12 V ou six piles AA.
Spécificités :
- écran LCD ;
- sampler 32 voix ;
- séquenceur 48 pistes à patterns pouvant assigner n'importe quelle piste à un programme ou envoyer du MIDI à un module externe (12 pads pour 4 banques A, B, C, D) ;
- effets : Chorus, Flanger, Bit grunger, égaliseur 4 bandes, Compresseur, Phase shifter, Tremolo, Flying pan, Reverb et Delay ;
- supporte des fichiers WAV et MID ;
- sortie stéréo ;
- entrée et sortie MIDI ;
- sortie casque ;
- port USB permettant de connecter la machine à un ordinateur ;
- mémoire interne (Max. 128 Mo) ;
- lecteur de carte Compact Flash (Max. 2 Go).